# Sarcolophium
Sarcolophium es un género con una especies de plantas de flores perteneciente a la familia Menispermaceae. Nativo de Camerún y Gabón. 

## Especies seleccionadas
- Sarcolophium suberosum (Diels) Troupin